# Алиев, Фикрет Ахмедали оглы
Фикрет Ахмедали оглы Алиев (азерб. Fikrət Əhmədəli oğlu Əliyev) — азербайджанский учёный, доктор физико-математических наук (1990), профессор (1992), действительный член НАНА (2001).

## Биография
Алиев Фикрет родился 13 августа 1949 года в селе Нувади Мегринского района Армянской ССР.
В 1971 году окончил Азербайджанский государственный университет.
В 1975 году, окончив аспирантуру, защитил кандидатскую диссертацию в институте Математики АН Украины.
В 1990 году защитил диссертацию на соискание  учёной степени доктора физико-математических наук во Всесоюзном Научно-Исследовательском Институте Системных Исследований (ВНИИСИ), г. Москва.
С 1975 по 1992 годы работал младшим, затем старшим научным сотрудником в Институте Математики и Механики АН Азербайджана. В 1992—1993 годы был профессором Стамбульского Технического Университета.
С 1993 года по сей день работает на должности директора НИИ Прикладной Математики Бакинского государственного университета и заведующим отделом «Распознавания образов и обработки информации».

### Членство в профессиональных обществах и академиях
Фикрет Алиев  является членом 
- Американского Математического Общества (с 1993 года).
- Всемирной Компьютерной Ассоциации (с 1996 года) и
- Нью-Йоркской Академии Наук (с 1997 года).

В 2001 году Фикрет Алиев был избран действительным членом НАНА.

## Научная деятельность
Фикрет Алиев — автор 150 опубликованных научных работ, 95 из которых опубликованы за рубежом.

### Некоторые научные работы
- Aliev F.A. and Larin V. B. Optimization of Linear Control Systems. Analytical methods and Computational algorithms. — Amsterdam: Gordon and Breach, 1998. p. 272.[1]
- Алиев Ф. А. Методы решения прикладных задач оптимизации динамических систем. Баку, «Элм», 1989, стр. 320.
- Алиев Ф. А., Бордюг В. А., Ларин В. Б. Н2 — оптимизация и метод пространства состояний в задаче синтеза оптимальных регуляторов. — Баку, «Элм», 1991, стр. 373.
- Алиев Ф. А., Ларин В. Б., Сунцев В. Н. Оптимизация линейных инвариантных во времени систем управления. — Киев. «Наукова Думка», 1978, стр. 320.
- Aliev F.A., Arcasoy C.C., Hasanova Z.B. The calculation algorithms for the synthesis of the optimal continuous — time SISO system University of Mersin, Turkiye, 2001, p. 63.

## Награды
- Орден «Слава» (5 декабря 2024 года) — за плодотворную деятельность в сфере защиты прав коренного населения Западного Азербайджана, изгнанного со своих родных земель в результате проведенной Арменией политики этнической чистки, противоречащей правам и основным свободам человека, и пропаганды созданного им на этих территориях материально-культурного наследия[2].